# Raymund Durand
Raymund Durand (* 4. Februar 1924 in Völklingen; † 20. November 2008 ebenda) war ein deutscher Jurist und Oberbürgermeister der Stadt Völklingen.

## Leben
Nach seinem Schulbesuch, der durch den Kriegsdienst von 1943 bis 1944 mit anschließender amerikanischer Kriegsgefangenschaft bis 1946    unterbrochen wurde, machte Raymund Durand 1947 das Abitur am Realgymnasium Völklingen. In den Jahren von 1947 bis 1951 schloss sich ein Studium der Rechtswissenschaften an der Universität Saarbrücken an. Am 12. Juli erwarb er den Lizenziat und legte am 1. Oktober des folgenden Jahres das erste juristische Staatsexamen ab. Am 8. April 1960 folgte die Große juristische Staatsprüfung mit anschließender Ernennung zum Hilfsstaatsanwalt.
1962 trat er in die SPD ein und erhielt am 12. September 1963 die Ernennung zum Staatsanwalt. Er wurde kommunalpolitisch aktiv und übte vom 16. Dezember 1968 bis zu seiner Wahl zum Oberbürgermeister der Stadt Völklingen das Amt des Bürgermeisters aus.
In seine Amtszeit, die bis zum 28. Februar 1989 dauerte, fielen die Erschließung des Neubaugebietes Sonnenhügel, der Bau der Hermann-Neuberger-Halle, der Warndthalle in Ludweiler und der Lauterbachhalle. Umfangreiche Arbeiten brachte die kommunale Neugliederung 1974, als die Gemeinden Ludweiler und Lauterbach in die Stadt Völklingen eingemeindet wurden.
Durand wurde am 27. November 2008 auf dem Waldfriedhof in Völklingen bestattet.

## Öffentliche Ämter
- 1969–1975 Vorsitzender des Schwimmvereins 09 Völklingen
- 1969–2000 Vorsitzender des Ortsvereins Völklingen des DRK
- 1974–1979 Vorsitzender des SPD-Gemeindeverbandes Völklingen
- 1974–1989 Verbandsvorsteher des Wasserzweckverbandes Warndt
- Vorsitzender der Feuerwehr

## Ehrungen und Auszeichnungen
- 1985 Ehrenzeichen des Deutschen Roten Kreuzes
- 1992 Ehrenvorsitzender des SPD-Ortsvereins Völklingen
- 2010 Raymund Durand-Bad in Völklingen
- Ehrenmitglied der SF Heidstock